# Heini Bock
Pour les articles homonymes, voir Bock (homonymie).
Pas d'image ? Cliquez ici

a Compétitions nationales et continentales officielles uniquement.

b Matchs officiels uniquement.
Dernière mise à jour le 9 septembre 2018.
Johannes Heinrich Bock, dit Heini Bock, né le 28 décembre 1981 à Oranjemund en Namibie, est un joueur de rugby à XV namibien. Il joue avec l'équipe de Namibie entre 2005 et 2011, évoluant au poste d'ailier ou d'arrière. Il mesure 1,80 m et pèse 77 kg. 
Il fait partie de la sélection de Namibie sélectionnée pour la coupe du monde 2007 en France.

## Équipe de Namibie
- 23 sélections avec l'équipe de Namibie
- 4 essais
- 20 points
- 1er test match le 1er octobre 2005 contre l'équipe de Madagascar
- Sélections par année : 2 en 2005, 6 en 2006, 7 en 2007, 2 en 2009, 2 en 2010 et 4 en 2011.

Coupe du monde: 
- 2007 (4 matchs, 4 comme titulaire (Irlande, France, Argentine, Géorgie))
- 2011 (1 match, 1 comme titulaire (Afrique du Sud))